# 987 до н. е.

## Події
- Межиріччя: помер цар VI Вавилонської династії Еулмаш-шакін-шумі, на престол зійшов його брат Нінурта-кудуррі-уцур I.

## Померли
Приблизно цього року, цар VI Вавилонської династії Еулмаш-шакін-шумі